# Máximo Rolón
Máximo Rolón Villa (n. Asunción del Paraguay, 18 de noviembre de 1934) es un exjugador de fútbol paraguayo quien se desempeñaba como delantero, y es hermano menor de uno de los grandes futbolistas de El Dorado del fútbol colombiano, Porfirio Rolón. En su carrera vistió las camisetas de Libertad en su país, varios clubes chilenos destacándose su paso por Everton, y el América de Colombia, club donde compartió con su hermano Porfirio.

## Trayectoria
Debutó como profesional en el Libertad del Paraguay en 1954, equipo donde también jugó su hermano Porfirio. Luego de 3 temporadas consecutivas como goleador en Primera División y un título con Libertad en 1956, emigró a Chile para defender los colores del Everton, donde fue artillero e ídolo por 2 temporadas luego recaló en San Luis de Quillota.
En la temporada 1961 y por recomendación de su hermano llegó a Colombia para jugar en el América, conjunto entonces dirigido por el maestro Adolfo Pedernera. Fue, como en sus divisas anteriores, un consagrado goleador con los Diablos Rojos. Máximo dejó una huella importante, pues en 1961 le marcó cinco goles al Deportivo Cali (el eterno rival del América) en dos clásicos seguidos: en ellos el América triunfó 1-3 y 5-0 respectivamente, Máximo marcó los tres goles rojos del primer encuentro y dos en el segundo.  En total anotó 11 goles en 19 partidos que disputó en esa temporada en Colombia, ganándose un importante lugar en el corazón de los hinchas americanos, como ya lo había hecho su hermano Porfirio.
En 1962 regresó a Chile, para jugar con Santiago Wanderers y al año siguiente terminar su carrera con Valparaíso Ferroviarios de la Segunda División de Chile, equipo en el que ese mismo año terminó sus actividades deportivas; después se dedicó a entrenar jugadores juveniles.

## Selección nacional
Con la selección de Paraguay, Máximo actuó en la Copa América 1955 en Santiago de Chile logrando 5 goles con la selección, también en la edición de 1956 aportando 2 tantos.

## Clubes
| Club                    | País     | Año       |
| ----------------------- | -------- | --------- |
| Libertad                | Paraguay | 1954-1956 |
| Everton                 | Chile    | 1957-1959 |
| San Luis                | Chile    | 1960      |
| América de Cali         | Colombia | 1961      |
| Santiago Wanderers      | Chile    | 1962      |
| Valparaíso Ferroviarios | Chile    | 1962      |

## Palmarés

### Títulos nacionales
| Título                     | Club     | País     | Año  |
| -------------------------- | -------- | -------- | ---- |
| Primera división paraguaya | Libertad | Paraguay | 1955 |

### Distinciones individuales
| Distinción                                           | Año  |
| ---------------------------------------------------- | ---- |
| Goleador de la Primera división paraguaya (24 goles) | 1954 |
| Goleador de la Primera división paraguaya (25 goles) | 1955 |
| Goleador de la Primera división paraguaya (23 goles) | 1956 |
| Goleador de la Copa Chile (7 goles)                  | 1958 |